# Legend (альбом)
Legend — альбом-компиляция британской готической группы Nosferatu, выпущенный в начале 1994 года лейблом Cleopatra Records. В компиляцию вошли работы коллектива, созданные главным образом в 1991—1993 годах, а также ремиксы на отдельные композиции с дебютного альбома Rise. Legend иногда ошибочно включают в список студийных альбомов Nosferatu.

## История создания
В конце 1992 года Nosferatu подписали контракт с американской компанией Cleopatra Records, руководитель которой, Брайан Перера, изначально намеревался выпустить именно подборку ранних синглов группы. Однако к тому времени у музыкантов уже был готов альбом Rise, поэтому его издали первым, а релиз компиляции решили отложить. Дату релиза отсрочил также уход из коллектива вокалиста Луиса Де Рэя, покинувшего команду в апреле 1993 года. Несмотря на это, сборник всё же вышел в январе 1994 года; в него вошли три самых успешных сингла группы («Diva», «Vampyres Cry» и «Inside the Devil») в ремиксах, а также редкие композиции, не издававшиеся на студийных альбомах. После выхода компиляции музыканты провели турне в её поддержку по Бельгии и Нидерландам (при участии нового солиста Найелла Мёрфи). В 1997 году диск был переиздан в Великобритании лейблом Hades Records.

## Стиль, отзывы критиков
Журналистка Trouser Press Катерина Йеске, в целом довольно критически оценивающая творчество Nosferatu, в своей заметке высказалась о сборнике одобрительно. По её словам, диск «бурлит и шипит со всей яростью и чувственностью новообращённого порождения ночи», и даже несмотря на невысокое качество звука, «некоторые песни сияют сквозь тьму». Йеске также отметила, что «мрачная мелодраматическая харизма Луиса Де Рэя находит наиболее полное воплощение в превосходной, берущей за душу песне „Abominations“, в хоррор-эротической „Pictures of Betrayal“ и проникнутой духом ближневосточной музыки „Arabian Heat“».

## Список композиций
Все тексты: Луис Де Рэй. Музыка: Nosferatu.
1. «The Wiccaman» — 4:45
2. «Abominations (Asylum Mix)» — 5:00
3. «Dark Angel (Daemon Mix)» — 6:04
4. «Arabian Heat» — 5:07
5. «The Crystal Ring» — 5:28
6. «Diva (Scarlet Mix)» — 5:45
7. «Siren (Hellfire Mix)» — 5:59
8. «Pictures of Betrayal» — 6:04
9. «Vampyres Cry (Rosary Mix)» — 6:40
10. «Inside the Devil (Remix)» — 9:02

## Участники записи
- Луис Де Рэй — вокал, программирование
- Дэмьен Де Вилль — электрогитара
- Влад Яничек — бас-гитара